# كامارينز نورتي
كامارينز نورتي هي مقاطعة في الفلبين، تتبع Bicol Region ‏، بلغ عدد سكانها 542٬915 نسمة، في 2010، عاصمتها Daet ‏، تبلغ مساحتها 2٬320٫07 كيلومتر مربع، رمزها البريدي هو 4600–4612.

## الموقع
تشترك في الحدود مع:
- كزون.

## التقسيمات الإدارية
- Basud [الإنجليزية]‏
- Capalonga [الإنجليزية]‏
- Daet [الإنجليزية]‏
- Jose Panganiban, Camarines Norte [الإنجليزية]‏
- Labo, Camarines Norte [الإنجليزية]‏
- Mercedes, Camarines Norte [الإنجليزية]‏
- Paracale [الإنجليزية]‏
- San Lorenzo Ruiz, Camarines Norte [الإنجليزية]‏
- San Vicente, Camarines Norte [الإنجليزية]‏
- Santa Elena, Camarines Norte [الإنجليزية]‏
- Talisay, Camarines Norte [الإنجليزية]‏
- Vinzons [الإنجليزية]‏.

## أعلام
- روبين باديلا